# دبيق ورقي
الدبيق الورقي (باللاتينية: Bupleurum foliosum) نوع نباتي ينتمي إلى جنس الدبيق من الفصيلة الخيمية.

## الموئل والانتشار
موطن هذا النوع المغرب العربي وإسبانيا.

## مرادفات للاسم العلمي
- (باللاتينية: Bupleurum foliosum var. hispanicum H.Wolff)
- (باللاتينية: Bupleurum foliosum var. mauritanicum H.Wolff)
- (باللاتينية: Bupleurum obliquatum Schousb. ex Ball)
- (باللاتينية: Bupleurum tortuosum Schousb. ex Ball)